# Esther F. Carrodeguas
María Esther Fernández Carrodeguas, (Rianjo,1979) es una dramaturga, escritora, actriz y directora teatral española.

## Trayectoria
Se graduó en Dirección y Dramaturgia por la Escuela Superior de Arte Dramático de Galicia y es Licenciada en Periodismo. Se formó en interpretación en Espazo Abierto, en la Escuela Internacional de Comicidad. Dirige el Grupo de Teatro Airiños desde 2010, y cofundó en 2015, la compañía ButacaZero junto a Xavier Castiñeira.
Ha formado parte del consejo de redacción de la Revista Galga de Teatro y ha organizado junto a Santiago Cortegoso el Torneo Gallego de Dramaturgia.  Fue seleccionada por el Centro Dramático Nacional para las residencias del programa Acción Dramática 2020-2021, junto a Cristina Rojas, Jorge Aznar Yanet y Joan Yago.

## Obra
Como dramaturga estrenó en 2016 Voaxa y Carmín el Auditorio del Castillo de Ribadavia. Un año más tarde, en 2017, En el sillón (Fantasía nº 3 en Dolor Mayor) en el Teatro Principal de Santiago de Compostela. Al año siguiente, en 2018, estrenó en Barcelona, Bárbaro en blanco y negro; en Vigo Loló y Mamá; y en el Centro Dramático Gallego, #carreteras. Sus obras de 2019, Correr  y Fantasía nº 5 en Sol o Non en Neorretranca y Posmorriña, fueron estrenadas en Vigo y en el Centro Dramático Gallego respectivamente.

En 2023, estrenó en Madrid, Supernormales dirigida por Iñaki Rikarte en el Teatro Valle-Inclán, y Lo único que verdaderamente quise toda la vida es ser delgada en el Teatro Fernán Gómez. 

### Publicaciones
- 2011 - Collage. ISBN 978-84-937330-9-4
- 2013 - República. Revista Nua das Artes Sécénicas nº 8
- 2016 - Voaxa e Carmín, Difusión de las Letras, las Artes y las Ideas. ISBN 978-84-92958-38-2
- 2017 - En el sillón (Fantasía nº 3 en Dolor Mayor). ISBN 978-84-9151-074-1
- 2018 - Barbarie en blanco y negro, Revista Madrygal de Estudios Gallegos vol. 21, Universidad Complutense de Madrid. ISSN: 1138-9664
- 2018 - Loló y Mamá en Dramaturgia Gallega actual. Vol. I. ISBN 978-84-09-00858-2
- 2019 - Fantasía nº 5 en Sol o Non en Neorretranca y Posmorriña. ISBN 13 978-84-453-5322-6
- 2021 - República Sideral. ISBN 978-84-9995-370-0
- 2021 - Libre y vivo. ISBN 978-84-9151-586-9 (publicación colectiva)
- 2024 - Iribarne. ISBN 978-84-128055-1-2[8]

## Reconocimientos
Su trabajo ha sido reconocido con el X Premio Inauguración de Textos Teatrales del MIT de Ribadavia en 2015 por su obra Voaxa y Carmín,  que además fue finalista al Mejor texto original en los Premios de Teatro María Casares de 2017.  También, en 2019, fue finalista a Mejor texto original de los Premios de Teatro María Casares por #carreteras. En 2020, su obra República Sideral recibió el XIV Premio Barriga Verde de textos para teatro de títeres en modalidad adulta Supernormales fue finalista en 2023 a la Mejor autoría teatral en los Premios Max.
Además, su obra Iribarne, recibió en 2025 el Premio de Teatro María Casares, en dos categorías: Mejor texto original y Mejor espectáculo; y, fue finalista a la Mejor autoría teatral en los Premios Max.